# 존 힉스
존 힉스 경(영어: Sir John Hicks, 1904년 4월 8일~1989년 5월 20일)은 영국의 경제학자이다. 20세기의 가장 영향력 있고 중요한 경제학자 중 한 명으로 평가 받는다. 그는 미시경제학의 소비자 이론과 거시경제학의 IS-LM 모형으로 알려져 있다. 또한 그의 책 《가치와 자본》(1939)은 일반균형이론(General equilibrium theory)에 큰 기여를 한 것으로 평가된다.
일반균형이론과 후생경제학에 대한 기여를 인정 받아 1972년 케네스 애로와 함께 노벨 경제학상을 받았다.

## 생애
존 힉스는 1904년 지역 신문사의 아들로 잉글랜드 워릭에서 태어났다.
그는 클리프턴 칼리지(Clifton College, 1917~1922)와 옥스퍼드 대학교 베일리얼 칼리지(1922~1926)에서 공부하였다. 옥스퍼드에서 첫 해에는 주로 수학을 공부하였지만, 역사와 문학에도 관심을 가지고 있었다. 1923년에 힉스는 PPE(철학·정치·경제) 과정으로 전공을 바꾸었다.
1926년에서 1935년까지 힉스는 런던 정치경제대학교에서 강의를 하였다. 처음에는 노동경제학자였지만 점차적으로 수학적 분석으로 주요 관심 분야를 바꾸었다.
1935년에서 1938년까지 케임브리지 대학교에서 강의하였고, 이 시기에 《가치와 자본》을 저술하는 데에 힘썼다. 1938년에서 1946년까지는 맨체스터 대학교 교수로 있었다.
1946년에 힉스는 옥스퍼드 대학교에 돌아왔다. 1952년까지 너필드 칼리지(Nuffield College, Oxford)에 연구원으로 있었고, 그 후 1965년까지 명예교수(Drummond Professor of Political Economy)로 있었다. 1965년에서 1971년까지 힉스는 올 소울즈 칼리지(All Souls College, Oxford)에서 연구원으로 있었다. 1972년에 케네스 애로와 함께 노벨 경제학상을 받았으며, 다음 해 상금을 런던 정치경제대학교 도서관에 기부하였다. 힉스는 은퇴 후에도 올 소울즈 칼리지에서 연구를 계속했으며, 1989년 사망하였다.

## 경제학 연구에 관한 업적
노동경제학자로서의 힉스의 초기 연구 내용은 《임금의 이론》(1932)에서 잘 드러나며, 이는 지금까지도 노동경제학의 정석으로 취급된다.
그의 업적 중 가장 유명한 것은 《가치와 자본》(1939)이다. 이 책에서 설명된 대체효과, 소득효과, 소비자 이론, 비교정태분석 등의 개념은 현대 경제학의 기본 이론이 되었다.
거시경제학에서 가장 잘 알려져 있는 힉스의 업적은 존 메이너드 케인스의 이론에 대한 해석을 구체화시킨 IS-LM 모형 이 있다. 이 모형은 경제를 돈, 소비, 투자의 균형으로 설명한다.

## 같이 보기
- 자유주의
- 경제학자
- 노벨 경제학상
- IS-LM 모형